# The Secrets of Vesuvius
The Secrets of Vesuvius és el segon llibre de la col·lecció Misteris Romans escrit per Caroline Lawrence que, de moment, no s'ha traduït al català.

## Argument
L'oncle de Flàvia, Illot, els convida a ella, el seu pare i els seus amics a passar un mes a Pompeia, on té una finca. Tres dies abans d'anar-se'n, salven Plini, un famós escriptor, i els convida a la seva casa, els fa regals per salvar-lo i els diu que han de resoldre una endevinalla i trobar Volcà, un ferrer que els dirà on és el tresor. Arriben a Pompeia i el seu oncle els acull amablement. L'endemà el seu pare se'n va amb el Myrtilla a portar unes vitualles a uns comerciants. Aquell mateix dia busquen el ferrer anomenat Volcà i ho troben. El ferrer els explica que no coneix els seus pares perquè un dia el van abandonar. Coneixen Clio, una nena pompeiana, i convida Flàvia i Núbia a les termes de casa seva. Sorprenentment hi ha un terratrèmol i les nenes es vesteixen i se'n van de les termes molt espantades. Coneixen la mare de Clio i les seves set germanes, totes adoptades. A la nit, Llop va dibuixar a Volcà i sorprenentment es va adonar que era igual que la mare de Clio. L'endemà era la Vulcanalia, i van decidir aprofitar per dir-li-ho Volcà i la seva mare. Quan va veure Vulcano es va desmaiar i van haver de portar-la a casa. Quan era de nit Jonatan va somiar que el Mont Vesubi feia explotar i sepultava Pompeia i Herculà. Van avisar tots els habitants de les dues ciutats però tot el món no va poder escapar, Plini va morir, Clio, les seves germanes i la seva mare també. Al final van arribar al campament de refugiats i es van salvar de ser sepultats per la lava.